# 祖祖巴兰 (动画)
《祖祖巴兰》（葡萄牙語：Zuzubalândia）是由动画师兼作家玛莉安娜·卡尔塔比亚诺（Mariana Caltabiano）创作的巴西动画系列，于2018年5月25日在巴西和拉美回旋镖播放，面向4至8岁儿童。动画改编自1997年的童书《Jujubalândia》和1998年同名的童节目。

## 角色
- 祖祖（Zuzu，配音：丹尼尔·科斯塔）：动画的主人翁，带有绿色眼，黑色玛丽珍鞋和粉红色鼻的花蜂类女孩。
- 布里加代罗（Brigadeiro，配音：雨果·皮基）：他喜欢拳击和柔道和是糖果的人。
- 热狗（Laricão，配音：爱德华多·雅丁）：愛吃甜食雄性狗，喜欢躺和在芥末酱和番茄酱水坑里卷。他还是布里加代罗的最好的朋友。
- 爆米花（Pipoca，配音：路易莎·波多）：女孩，是祖祖的最好的朋友。她喜欢在移动电话说话和发送消息。
- 蛋白脆饼（Suspiro，配音：雨果·皮基）：一个6岁的男孩。
- 加菲迪亚（Garfídea，配音：布鲁娜·格琳）：紫色蜘蛛，是女巫的狗腿子。
- 快餐（Fast Food，配音：丹尼尔·科斯塔）：世界上跑得最快的人。
- 玛丽亚·莫尔河（Maria Mole，配音：布鲁娜·格琳）：女孩，是懒惰，慢和几乎停止。
- 食欲王（Rei Apetite，配音：雨果·皮基）：祖祖巴兰的王。
- 寿司洛可（Sushiroco，配音：爱德华多·雅丁）：他是疯。他住在海洋海岸。他在日本餐馆和卡拉OK工作。
- 女巫（Bruxa，配音：安东尼拉·坎图）：动画的恶棍，她讨厌食物，喜悦和祖祖的角落。